# 100 лучших американских фильмов за 100 лет по версии AFI
Список 100 лучших американских кинофильмов по версии Американского института киноискусства был составлен в 1998 году, а затем обновлён в 2007 году.
Отбор фильмов производился из 400 кандидатов путём опроса более 1500 деятелей киноиндустрии (режиссёров, сценаристов, актёров, операторов и др.), историков кинематографа и кинокритиков. Как в 1998 году, так и в 2007, список возглавил «Гражданин Кейн» Орсона Уэллса.

## Критерии отбора
Все 100 фильмов отобраны в соответствии с нижеизложенными критериями:
- Полнометражный фильм — фильм должен длиться более одного часа.
- Американский фильм — англоязычный, со значительным вкладом творческих и/или финансовых деятелей из США.
- Признание кинокритикой — формальное одобрение в СМИ.
- Лауреат престижных кинопремий — фильм должен обладать официальной наградой полученной от кинокритиков или заслуженной на кинофестивале.
- Популярность — успешные кассовые сборы, телетрансляции, видеоиздания.
- Историческая значимость — фильм должен быть значим для истории кинематографа, благодаря новаторству, художественной ценности или техническим инновациям.
- Культурное влияние — влияние на популярную культуру и американское общество.

## Список
| №   | Список 1998 года                             | Режиссёр | Год  | Изменение позиции к 2007 году |  | Изменение позиции с 1998 года | Список 2007 года                             | Режиссёр                     | Год  |
| --- | -------------------------------------------- | --- | ---- | ----------------------------- |  | ----------------------------- | -------------------------------------------- | ---------------------------- | ---- |
| 1   | Гражданин Кейн                               | Орсон Уэллс | 1941 | ▬                             |  | ▬                             | Гражданин Кейн                               | Орсон Уэллс                  | 1941 |
| 2   | Касабланка                                   | Майкл Кёртис | 1942 | ▼ 1                           |  | ▲ 1                           | Крёстный отец                                | Фрэнсис Форд Коппола         | 1972 |
| 3   | Крёстный отец                                | Фрэнсис Форд Коппола | 1972 | ▲ 1                           |  | ▼ 1                           | Касабланка                                   | Майкл Кёртис                 | 1942 |
| 4   | Унесённые ветром                             | Виктор Флеминг | 1939 | ▼ 2                           |  | ▲ 20                          | Бешеный бык                                  | Мартин Скорсезе              | 1980 |
| 5   | Лоуренс Аравийский                           | Дэвид Лин | 1962 | ▼ 2                           |  | ▲ 5                           | Поющие под дождём                            | Стэнли Донен и Джин Келли    | 1952 |
| 6   | Волшебник страны Оз                          | Виктор Флеминг | 1939 | ▼ 4                           |  | ▼ 2                           | Унесённые ветром                             | Виктор Флеминг               | 1939 |
| 7   | Выпускник                                    | Майк Николс | 1967 | ▼ 10                          |  | ▼ 2                           | Лоуренс Аравийский                           | Дэвид Лин                    | 1962 |
| 8   | В порту                                      | Элиа Казан | 1954 | ▼ 11                          |  | ▲ 1                           | Список Шиндлера                              | Стивен Спилберг              | 1993 |
| 9   | Список Шиндлера                              | Стивен Спилберг | 1993 | ▲ 1                           |  | ▲ 52                          | Головокружение                               | Альфред Хичкок               | 1958 |
| 10  | Поющие под дождём                            | Стэнли Донен и Джин Келли | 1952 | ▲ 5                           |  | ▼ 4                           | Волшебник страны Оз                          | Виктор Флеминг               | 1939 |
| 11  | Эта прекрасная жизнь                         | Фрэнк Капра | 1946 | ▼ 9                           |  | ▲ 65                          | Огни большого города                         | Чарли Чаплин                 | 1931 |
| 12  | Бульвар Сансет                               | Билли Уайлдер | 1950 | ▼ 4                           |  | ▲ 84                          | Искатели                                     | Джон Форд                    | 1956 |
| 13  | Мост через реку Квай                         | Дэвид Лин | 1957 | ▼ 23                          |  | ▲ 2                           | Звёздные войны. Эпизод IV: Новая надежда     | Джордж Лукас                 | 1977 |
| 14  | В джазе только девушки                       | Билли Уайлдер | 1959 | ▼ 8                           |  | ▲ 4                           | Психо                                        | Альфред Хичкок               | 1960 |
| 15  | Звёздные войны. Эпизод IV: Новая надежда     | Джордж Лукас | 1977 | ▲ 2                           |  | ▲ 7                           | 2001: Космическая одиссея                    | Стэнли Кубрик                | 1968 |
| 16  | Всё о Еве                                    | Джозеф Лео Манкевич | 1950 | ▼ 12                          |  | ▼ 4                           | Бульвар Сансет                               | Билли Уайлдер                | 1950 |
| 17  | Африканская королева                         | Джон Хьюстон | 1951 | ▼ 48                          |  | ▼ 10                          | Выпускник                                    | Майк Николс                  | 1967 |
| 18  | Психо                                        | Альфред Хичкок | 1960 | ▲ 4                           |  | Новый                         | Генерал                                      | Клайд Бракмэн и Бастер Китон | 1927 |
| 19  | Китайский квартал                            | Роман Полански | 1974 | ▼ 2                           |  | ▼ 11                          | В порту                                      | Элиа Казан                   | 1954 |
| 20  | Пролетая над гнездом кукушки                 | Милош Форман | 1975 | ▼ 13                          |  | ▼ 9                           | Эта прекрасная жизнь                         | Фрэнк Капра                  | 1946 |
| 21  | Гроздья гнева                                | Джон Форд | 1940 | ▼ 2                           |  | ▼ 2                           | Китайский квартал                            | Роман Полански               | 1974 |
| 22  | 2001: Космическая одиссея                    | Стэнли Кубрик | 1968 | ▲ 7                           |  | ▼ 8                           | В джазе только девушки                       | Билли Уайлдер                | 1959 |
| 23  | Мальтийский сокол                            | Джон Хьюстон | 1941 | ▼ 8                           |  | ▼ 2                           | Гроздья гнева                                | Джон Форд                    | 1940 |
| 24  | Бешеный бык                                  | Мартин Скорсезе | 1980 | ▲ 20                          |  | ▲ 1                           | Инопланетянин                                | Стивен Спилберг              | 1982 |
| 25  | Инопланетянин                                | Стивен Спилберг | 1982 | ▲ 1                           |  | ▲ 9                           | Убить пересмешника                           | Роберт Маллиган              | 1962 |
| 26  | Доктор Стрейнджлав                           | Стэнли Кубрик | 1964 | ▼ 13                          |  | ▲ 3                           | Мистер Смит едет в Вашингтон                 | Фрэнк Капра                  | 1939 |
| 27  | Бонни и Клайд                                | Артур Пенн | 1967 | ▼ 15                          |  | ▲ 6                           | Ровно в полдень                              | Фред Циннеман                | 1952 |
| 28  | Апокалипсис сегодня                          | Фрэнсис Форд Коппола | 1979 | ▼ 2                           |  | ▼ 12                          | Всё о Еве                                    | Джозеф Лео Манкевич          | 1950 |
| 29  | Мистер Смит едет в Вашингтон                 | Фрэнк Капра | 1939 | ▲ 3                           |  | ▲ 9                           | Двойная страховка                            | Билли Уайлдер                | 1944 |
| 30  | Сокровища Сьерра-Мадре                       | Джон Хьюстон | 1948 | ▼ 8                           |  | ▼ 2                           | Апокалипсис сегодня                          | Фрэнсис Форд Коппола         | 1979 |
| 31  | Энни Холл                                    | Вуди Аллен | 1977 | ▼ 4                           |  | ▼ 8                           | Мальтийский сокол                            | Джон Хьюстон                 | 1941 |
| 32  | Крёстный отец 2                              | Фрэнсис Форд Коппола | 1974 | ▬                             |  | ▬                             | Крёстный отец 2                              | Фрэнсис Форд Коппола         | 1974 |
| 33  | Ровно в полдень                              | Фред Циннеман | 1952 | ▲ 6                           |  | ▼ 13                          | Пролетая над гнездом кукушки                 | Милош Форман                 | 1975 |
| 34  | Убить пересмешника                           | Роберт Маллиган | 1962 | ▲ 9                           |  | ▲ 15                          | Белоснежка и семь гномов                     | Дэвид Хэнд                   | 1937 |
| 35  | Это случилось однажды ночью                  | Фрэнк Капра | 1934 | ▼ 11                          |  | ▼ 4                           | Энни Холл                                    | Вуди Аллен                   | 1977 |
| 36  | Полуночный ковбой                            | Джон Шлезингер | 1969 | ▼ 7                           |  | ▼ 23                          | Мост через реку Квай                         | Дэвид Лин                    | 1957 |
| 37  | Лучшие годы нашей жизни                      | Уильям Уайлер | 1946 | ▬                             |  | ▬                             | Лучшие годы нашей жизни                      | Уильям Уайлер                | 1946 |
| 38  | Двойная страховка                            | Билли Уайлдер | 1944 | ▲ 9                           |  | ▼ 8                           | Сокровища Сьерра-Мадре                       | Джон Хьюстон                 | 1948 |
| 39  | Доктор Живаго                                | Дэвид Лин | 1965 | Выбыл                         |  | ▼ 13                          | Доктор Стрейнджлав                           | Стэнли Кубрик                | 1964 |
| 40  | К северу через северо-запад                  | Альфред Хичкок | 1959 | ▼ 15                          |  | ▲ 15                          | Звуки музыки                                 | Роберт Уайз                  | 1965 |
| 41  | Вестсайдская история                         | Джером Роббинс и Роберт Уайз | 1961 | ▼ 10                          |  | ▲ 2                           | Кинг-Конг                                    | Мериан Купер и Эрнест Шодсак | 1933 |
| 42  | Окно во двор                                 | Альфред Хичкок | 1954 | ▼ 6                           |  | ▼ 15                          | Бонни и Клайд                                | Артур Пенн                   | 1967 |
| 43  | Кинг-Конг                                    | Мериан Купер и Эрнест Шодсак | 1933 | ▲ 2                           |  | ▼ 7                           | Полуночный ковбой                            | Джон Шлезингер               | 1969 |
| 44  | Рождение нации                               | Дэвид Уорк Гриффит | 1915 | Выбыл                         |  | ▲ 7                           | Филадельфийская история                      | Джордж Кьюкор                | 1940 |
| 45  | Трамвай «Желание»                            | Элиа Казан | 1951 | ▼ 2                           |  | ▲ 24                          | Шейн                                         | Джордж Стивенс               | 1953 |
| 46  | Заводной апельсин                            | Стэнли Кубрик | 1971 | ▼ 24                          |  | ▼ 11                          | Это случилось однажды ночью                  | Фрэнк Капра                  | 1934 |
| 47  | Таксист                                      | Мартин Скорсезе | 1976 | ▼ 5                           |  | ▼ 2                           | Трамвай «Желание»                            | Элиа Казан                   | 1951 |
| 48  | Челюсти                                      | Стивен Спилберг | 1975 | ▼ 8                           |  | ▼ 6                           | Окно во двор                                 | Альфред Хичкок               | 1954 |
| 49  | Белоснежка и семь гномов                     | Дэвид Хэнд | 1937 | ▲ 15                          |  | Новый                         | Нетерпимость                                 | Дэвид Уорк Гриффит           | 1916 |
| 50  | Бутч Кэссиди и Санденс Кид                   | Джордж Рой Хилл | 1969 | ▼ 23                          |  | Новый                         | Властелин колец: Братство кольца             | Питер Джексон                | 2001 |
| 51  | Филадельфийская история                      | Джордж Кьюкор | 1940 | ▲ 7                           |  | ▼ 10                          | Вестсайдская история                         | Джером Роббинс и Роберт Уайз | 1961 |
| 52  | Отныне и во веки веков                       | Фред Циннеман | 1953 | Выбыл                         |  | ▼ 5                           | Таксист                                      | Мартин Скорсезе              | 1976 |
| 53  | Амадей                                       | Милош Форман | 1984 | Выбыл                         |  | ▲ 26                          | Охотник на оленей                            | Майкл Чимино                 | 1978 |
| 54  | На западном фронте без перемен               | Льюис Майлстоун | 1930 | Выбыл                         |  | ▲ 2                           | Военно-полевой госпиталь                     | Роберт Олтмен                | 1970 |
| 55  | Звуки музыки                                 | Роберт Уайз | 1965 | ▲ 15                          |  | ▼ 15                          | К северу через северо-запад                  | Альфред Хичкок               | 1959 |
| 56  | Военно-полевой госпиталь                     | Роберт Олтмен | 1970 | ▲ 2                           |  | ▼ 8                           | Челюсти                                      | Стивен Спилберг              | 1975 |
| 57  | Третий человек                               | Кэрол Рид | 1949 | Выбыл                         |  | ▲ 21                          | Рокки                                        | Джон Эвилдсен                | 1976 |
| 58  | Фантазия                                     | Сэмюель Армстронг, Джеймс Элгар, Билл Робертс, Пол Саттерфилд, Форд Биб, Джим Хэндли, Гамильтон Луске, Норман Фергюсон, Уилфрэд Джексон | 1940 | Выбыл                         |  | ▲ 16                          | Золотая лихорадка                            | Чарли Чаплин                 | 1925 |
| 59  | Бунтарь без причины                          | Николас Рей | 1955 | Выбыл                         |  | Новый                         | Нэшвилл                                      | Роберт Олтмен                | 1975 |
| 60  | Индиана Джонс: В поисках утраченного ковчега | Стивен Спилберг | 1981 | ▼ 6                           |  | ▲ 25                          | Утиный суп                                   | Лео Маккэри                  | 1933 |
| 61  | Головокружение                               | Альфред Хичкок | 1958 | ▲ 52                          |  | Новый                         | Странствия Салливана                         | Престон Стёрджес             | 1941 |
| 62  | Тутси                                        | Сидни Поллак | 1982 | ▼ 7                           |  | ▲ 15                          | Американские граффити                        | Джордж Лукас                 | 1973 |
| 63  | Дилижанс                                     | Джон Форд | 1939 | Выбыл                         |  | Новый                         | Кабаре                                       | Боб Фосс                     | 1972 |
| 64  | Близкие контакты третьей степени             | Стивен Спилберг | 1977 | Выбыл                         |  | ▲ 2                           | Телесеть                                     | Сидни Люмет                  | 1976 |
| 65  | Молчание ягнят                               | Джонатан Демми | 1991 | ▼ 9                           |  | ▼ 48                          | Африканская Королева                         | Джон Хьюстон                 | 1951 |
| 66  | Телесеть                                     | Сидни Люмет | 1976 | ▲ 2                           |  | ▼ 6                           | Индиана Джонс: В поисках утраченного ковчега | Стивен Спилберг              | 1981 |
| 67  | Манчжурский кандидат                         | Джон Франкенхаймер | 1962 | Выбыл                         |  | Новый                         | Кто боится Вирджинии Вулф?                   | Майк Николс                  | 1966 |
| 68  | Американец в Париже                          | Винсент Миннелли | 1951 | Выбыл                         |  | ▲ 30                          | Непрощённый                                  | Клинт Иствуд                 | 1992 |
| 69  | Шейн                                         | Джордж Стивенс | 1953 | ▲ 24                          |  | ▼ 7                           | Тутси                                        | Сидни Поллак                 | 1982 |
| 70  | Французский связной                          | Уильям Фридкин | 1971 | ▼ 23                          |  | ▼ 24                          | Заводной апельсин                            | Стэнли Кубрик                | 1971 |
| 71  | Форрест Гамп                                 | Роберт Земекис | 1994 | ▼ 5                           |  | Новый                         | Спасти рядового Райана                       | Стивен Спилберг              | 1998 |
| 72  | Бен-Гур                                      | Уильям Уайлер | 1959 | ▼ 28                          |  | Новый                         | Побег из Шоушенка                            | Фрэнк Дарабонт               | 1994 |
| 73  | Грозовой перевал                             | Уильям Уайлер | 1939 | Выбыл                         |  | ▼ 23                          | Бутч Кэссиди и Санденс Кид                   | Джордж Рой Хилл              | 1969 |
| 74  | Золотая лихорадка                            | Чарли Чаплин | 1925 | ▲ 16                          |  | ▼ 9                           | Молчание ягнят                               | Джонатан Демми               | 1991 |
| 75  | Танцы с волками                              | Кевин Костнер | 1990 | Выбыл                         |  | Новый                         | Душной южной ночью                           | Норман Джуисон               | 1967 |
| 76  | Огни большого города                         | Чарли Чаплин | 1931 | ▲ 65                          |  | ▼ 5                           | Форрест Гамп                                 | Роберт Земекис               | 1993 |
| 77  | Американские граффити                        | Джордж Лукас | 1973 | ▲ 15                          |  | Новый                         | Вся президентская рать                       | Алан Пакула                  | 1976 |
| 78  | Рокки                                        | Джон Эвилдсен | 1976 | ▲ 21                          |  | ▲ 3                           | Новые времена                                | Чарли Чаплин                 | 1936 |
| 79  | Охотник на оленей                            | Майкл Чимино | 1978 | ▲ 26                          |  | ▲ 1                           | Дикая банда                                  | Сэм Пекинпа                  | 1969 |
| 80  | Дикая банда                                  | Сэм Пекинпа | 1969 | ▲ 1                           |  | ▲ 13                          | Квартира                                     | Билли Уайлдер                | 1960 |
| 81  | Новые времена                                | Чарли Чаплин | 1936 | ▲ 3                           |  | Новый                         | Спартак                                      | Стэнли Кубрик                | 1960 |
| 82  | Гигант                                       | Джордж Стивенс | 1956 | Выбыл                         |  | Новый                         | Восход солнца                                | Фридрих Вильгельм Мурнау     | 1927 |
| 83  | Взвод                                        | Оливер Стоун | 1986 | ▼ 3                           |  | Новый                         | Титаник                                      | Джеймс Кэмерон               | 1997 |
| 84  | Фарго                                        | Братья Коэны | 1996 | Выбыл                         |  | ▲ 4                           | Беспечный ездок                              | Дэннис Хоппер                | 1969 |
| 85  | Утиный суп                                   | Лео Маккэри | 1933 | ▲ 25                          |  | Новый                         | Вечер в опере                                | Сэм Вуд                      | 1935 |
| 86  | Мятеж на «Баунти»                            | Фрэнк Ллойд | 1935 | Выбыл                         |  | ▼ 3                           | Взвод                                        | Оливер Стоун                 | 1986 |
| 87  | Франкенштейн                                 | Джеймс Уэйл | 1931 | Выбыл                         |  | Новый                         | 12 разгневанных мужчин                       | Сидни Люмет                  | 1957 |
| 88  | Беспечный ездок                              | Дэннис Хоппер | 1969 | ▲ 4                           |  | ▲ 9                           | Воспитание крошки                            | Говард Хоукс                 | 1938 |
| 89  | Паттон                                       | Франклин Шеффнер | 1970 | Выбыл                         |  | Новый                         | Шестое чувство                               | М. Найт Шьямалан             | 1999 |
| 90  | Певец джаза                                  | Алан Кросланд | 1927 | Выбыл                         |  | Новый                         | Время свинга                                 | Джордж Стивенс               | 1936 |
| 91  | Моя прекрасная леди                          | Джордж Кьюкор | 1964 | Выбыл                         |  | Новый                         | Выбор Софи                                   | Алан Пакула                  | 1982 |
| 92  | Место под солнцем                            | Джордж Стивенс | 1951 | Выбыл                         |  | ▲ 2                           | Славные парни                                | Мартин Скорсезе              | 1990 |
| 93  | Квартира                                     | Билли Уайлдер | 1960 | ▲ 13                          |  | ▼ 23                          | Французский связной                          | Уильям Фридкин               | 1971 |
| 94  | Славные парни                                | Мартин Скорсезе | 1990 | ▲ 2                           |  | ▲ 1                           | Криминальное чтиво                           | Квентин Тарантино            | 1994 |
| 95  | Криминальное чтиво                           | Квентин Тарантино | 1994 | ▲ 1                           |  | Новый                         | Последний киносеанс                          | Питер Богданович             | 1971 |
| 96  | Искатели                                     | Джон Форд | 1956 | ▲ 84                          |  | Новый                         | Делай, как надо!                             | Спайк Ли                     | 1989 |
| 97  | Воспитание крошки                            | Говард Хоукс | 1938 | ▲ 9                           |  | Новый                         | Бегущий по лезвию                            | Ридли Скотт                  | 1982 |
| 98  | Непрощённый                                  | Клинт Иствуд | 1992 | ▲ 30                          |  | ▲ 2                           | Янки Дудл Денди                              | Майкл Кёртис                 | 1942 |
| 99  | Угадай, кто придёт к обеду?                  | Стэнли Крамер | 1967 | Выбыл                         |  | Новый                         | История игрушек                              | Джон Лассетер                | 1995 |
| 100 | Янки Дудл Денди                              | Майкл Кёртис | 1942 | ▲ 2                           |  | ▼ 28                          | Бен-Гур                                      | Уильям Уайлер                | 1959 |

## Изменения
- Подавляющее большинство кинолент вошедших в изначальный список 1998 года изменили свои позиции: рейтинги 36 фильмов увеличились, а рейтинги 38 кинокартин снизились. Неизменными остались позиции лишь трёх фильмов: «Гражданин Кейн», «Крёстный отец 2» и «Лучшие годы нашей жизни».
- Первая тройка фильмов осталась неизменной - Крёстный отец и Касабланка просто обменялись местами. 8 фильмов из первой десятки остались в десятке.
- Старейший в изначальном списке фильм «Рождение нации» 1915 года выбыл с занимаемой им 44-й позиции, однако в новую редакцию списка попал другой фильм Дэвида Гриффита — «Нетерпимость» 1916 года, который занял 49-ю позицию, являясь старейшим среди перечисленных в списке 2007 года.
- На смену выбывшего из списка «Фарго», который был самым поздним творением кинематографа среди присутствующих в первоначальной версии 1998 года, пришёл «Властелин колец: Братство кольца», являющийся единственным фильмом, выпущенным в 2000-е годы среди представленных в данном списке.
- Среди впервые включённых в список кандидатур наивысшей позиции был удостоен «Генерал» Клайда Бракмэна и Бастера Китона. Среди выбывших из списка наивысшую позицию занимал «Доктор Живаго» Дэвида Лина.
- Наибольший «взлёт» наблюдается в изменении позиции «Искателей» Джона Форда, поднявшихся с 96-го места на 12-е. Дальше всех спустилась в списке «Африканская Королева» Джона Хьюстона, переместившаяся с 17-й на 65-ю позицию.
- Фильм «Утиный суп» с братьями Маркс в главных ролях, переместившись на 25 позиций вверх с 85-го места, сменился другим фильмом — «Вечер в опере», в котором главные роли исполняют участники того же комедийного квинтета.
- 73 из представленных в списке фильмов номинировались на получение «Оскара» в категории «Лучший фильм» и 30 из 73 претендентов были удостоены главной премии в данной номинации. В первоначальном списке 1998 года присутствовали 33 фильма-лауреата премии «Оскар».
- В списке 2007 года восемь фильмов из первой десятки были в своё время номинированы на получение «Оскара» в категории «Лучший фильм». Пять из восьми номинантов были удостоены награды. В первоначальном списке 1998 года в первую десятку попали девять номинантов премии «Оскар», шесть из которых получили награду.
- В каждую из двух редакций списка попали две анимационные работы. В 1998 году ими были: «Белоснежка и семь гномов» на 49-й позиции и «Фантазия» на 58-й. На 2007 год в списке остался мультфильм «Белоснежка и семь гномов» поднявшийся до 34-й позиции. «Фантазия» выбыла, а 99-ю позицию заняла «История игрушек».

## Статистика
- Стивен Спилберг представлен наибольшим числом фильмов в списке. В изначальном списке присутствовало пять его режиссёрских работ: «Список Шиндлера», «Инопланетянин», «Челюсти», «Индиана Джонс: В поисках утраченного ковчега» и «Близкие контакты третьей степени». В редакцию 2007 года вошли также пять его фильмов, только «Близкие контакты третьей степени» сменились кинолентой «Спасти рядового Райана». Стэнли Кубрик, Альфред Хичкок и Билли Уайлдер, — каждый представлен четырьмя фильмами в списке. По три фильма в списке числится за Фрэнсисом Фордом Копполой, Мартином Скорсезе, Фрэнком Капра, Чарли Чаплином и Джоном Хьюстоном.
- Джеймс Стюарт исполняет главные роли в пяти фильмах из данного списка: «Головокружение», «Эта прекрасная жизнь», «Мистер Смит едет в Вашингтон», «Филадельфийская история», «Окно во двор».
- Роберт Де Ниро появляется в пяти фильмах из списка, в четырёх из них он исполняет главные роли («Бешеный бык», «Таксист», «Охотник на оленей» и «Славные парни»). Пятый фильм — «Крёстный отец 2», в котором Де Ниро сыграл роль второго плана.
- Харрисон Форд участвовал в работе над шестью фильмами из списка (хотя эпизоды с его участием были удалены из «Инопланетянина»). Он исполнил главные роли в кинолентах: «Звёздные войны. Эпизод IV: Новая надежда», «Индиана Джонс: В поисках утраченного ковчега» и «Бегущий по лезвию», а также роли второго плана в фильмах «Апокалипсис сегодня» и «Американские граффити».
- Роберт Дюваль имеет на счету шесть ролей в следующих фильмах из данного списка: «Убить пересмешника», «Военно-полевой госпиталь», «Крёстный отец», «Крёстный отец 2», «Телесеть» и «Апокалипсис сегодня».
- Фэй Данауэй («Китайский квартал», «Бонни и Клайд», «Телесеть») и Кэтрин Хепбёрн («Филадельфийская история», «Африканская Королева», «Воспитание крошки») лидирующие актрисы в списке по числу главных ролей. Дайан Китон появляется в трёх фильмах из списка: исполняет главную роль в «Энни Холл», и роли второго плана в первом и втором фильмах трилогии «Крёстный отец».
- Наибольшее количество фильмов (20 лент), попавшие в список 2007 года, были сняты в 1970-е годы.
- Хронологически лишь три года выделяются наибольшим числом фильмов, вошедших в список 2007 года: 1982 («Инопланетянин», «Тутси», «Бегущий по лезвию», «Выбор Софи»); 1976 («Телесеть», «Таксист», «Рокки», «Вся президентская рать»); 1969 («Бутч Кэссиди и Санденс Кид», «Полуночный ковбой», «Беспечный ездок», «Дикая банда»).
- В списке фигурируют шесть немых фильмов: «Генерал», «Нетерпимость», «Восход солнца», «Огни большого города», «Золотая лихорадка», «Новые времена».
- В список вошли семь мюзиклов: «Поющие под дождём», «Волшебник страны Оз», «Звуки музыки», «Вестсайдская история», «Нэшвилл», «Кабаре», «Время свинга».
- В списке присутствуют шесть вестернов: «Искатели», «Ровно в полдень», «Шейн», «Бутч Кэссиди и Санденс Кид», «Дикая банда», «Непрощённый».
- В списке находятся также пять научно-фантастических фильмов: «Звёздные войны. Эпизод IV: Новая надежда», «2001: Космическая одиссея», «Инопланетянин», «Заводной апельсин»,[2] «Бегущий по лезвию».
- 18 комедий: «Огни большого города», «Выпускник», «Генерал», «В джазе только девушки», «Энни Холл», «Доктор Стрейнджлав, или Как я перестал бояться и полюбил бомбу», «Филадельфийская история», «Одной счастливой ночью», «Военно-полевой госпиталь», «Золотая лихорадка», «Утиный суп», «Странствия Салливана», «Американские граффити», «Тутси», «Новые времена», «Квартира», «Вечер в опере», «Воспитание крошки».